# 戏曲总动员
《戏曲总动员》（英文：The Wayang Kids）是一部于2018年上映的新加坡和中国合拍电影，由陈睿翰执导。该电影讲述一个家庭的故事：小女孩（主角）的父亲（夏克立饰演）是加拿大人，母亲是华人，他们一家从中国搬到新加坡生活。女儿喜欢京剧，但母亲却希望她专心于学习。